# Rhein II

Rhein II es una obra artística basada en fotografía hecha por el artista visual alemán Andreas Gursky in 1999. En el año 2011, se subastó una copia impresa de la misma por el valor de 4,3 millones de dólares estadounidenses, convirtiéndola en la más costosa fotografía vendida en la historia hasta ese momento, siendo eclipsada finalmente en 2014.
El autor produjo la imagen como la segunda (y más grande) de un grupo de seis imágenes dedicadas al Rin. En la imagen, el río corre de forma horizontal a través de la imagen, entre campos verdes, bajo un cielo nublado.
Algunos detalles superfluos en la fotografía original, como paseadores de perros y una construcción industrial fueron suprimidos digitalmente por el artista. A modo de justificar esta manipulación de la imagen, Gursky dijo: "Paradójicamente, esta vista del Rin no puede ser lograda desde ese sitio, se requería una construcción ficticia para proveer una imagen precisa de un río moderno". Gursky produjo una impresión cromogénica muy grande de su obra, la montó entre capas de acrílico y luego la enmarcó. La imagen mide 190 x 360 cm, mientras que el marco completo mide 210 x 380 cm.
La copia fue originalmente adquirida por la galería Monika Sprüth en Colonia, y fue comprada posteriormente por un coleccionista alemán anónimo. El coleccionista vendió la copia por subasta en Christie's Nueva York el 8 de noviembre de 2011, con un precio inicialmente estimado en 2,5-3,5 millones de dólares. Su precio de venta final fue de $4,338,500 USD; no se ha revelado la identidad del comprador.
El trabajo ha sido descrito por la crítica en arte Florence Waters del periódico The Daily Telegraph como una "vibrante, hermosa y memorable -Debería decir inolvidable- distorsión sobre [...] un paisaje romántico", y por el periodista Maev Kennedy de The Guardian como "una fangosa visión del gris río Rin bajo cielos grises".